# 马敬伯
马敬伯（1932年—2013年2月26日）原名马景伯，天津人，相声演员。

## 生平
马敬伯1932年生于天津，是相声演员马三立的侄子，原名马景伯，1946年正式从艺之后更名马敬伯。马敬伯是少数由马三立独自教过的后辈相声演员，其相声表演属“马派”风格，擅长贯口活，代表节目有《开粥厂》、《夸住宅》、《大保镖》、《白事会》等等。
2013年2月26日，马敬伯在吉林省人民医院病逝，享年81岁。